# Canapa (tessile)

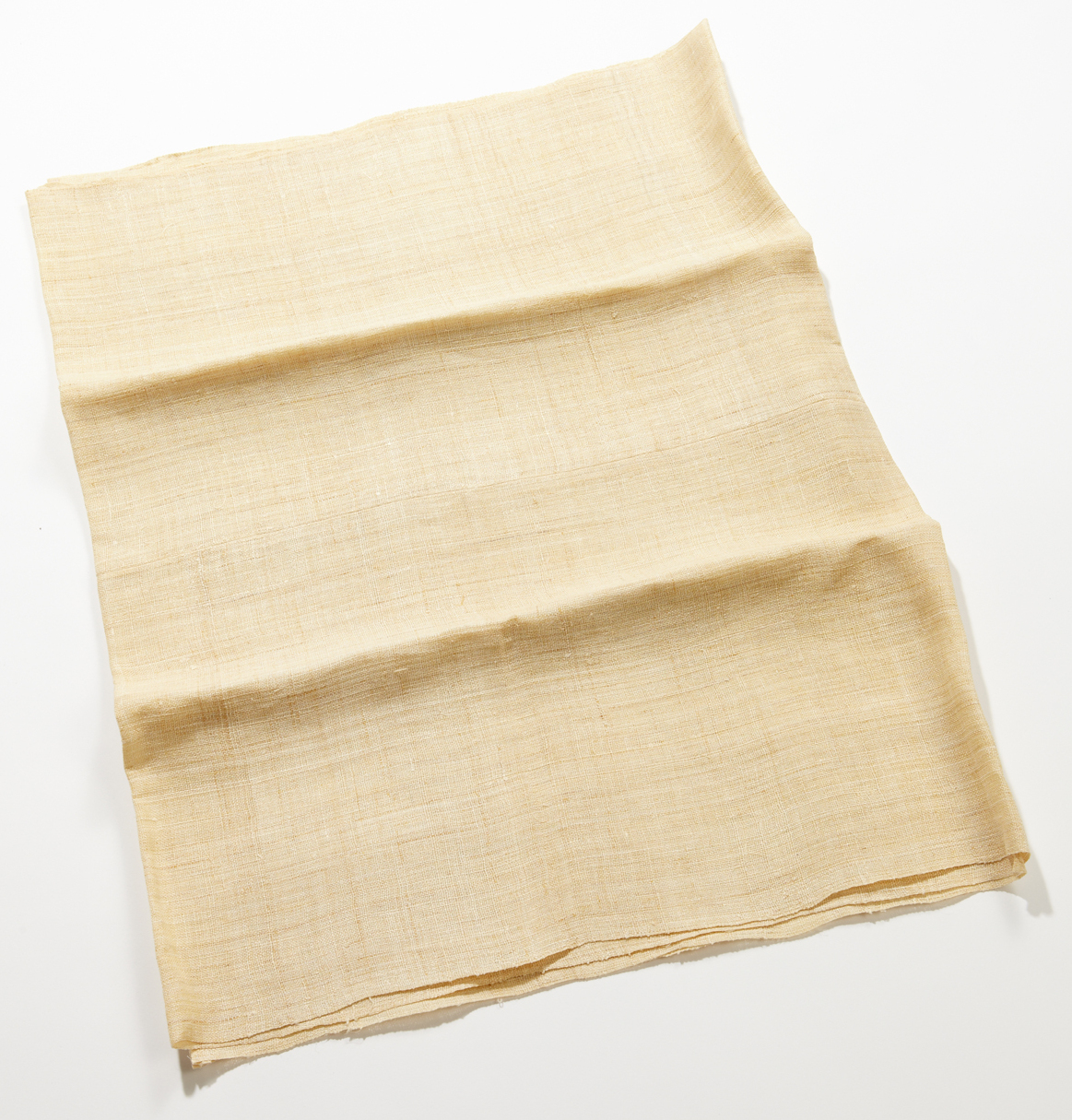
Canapa

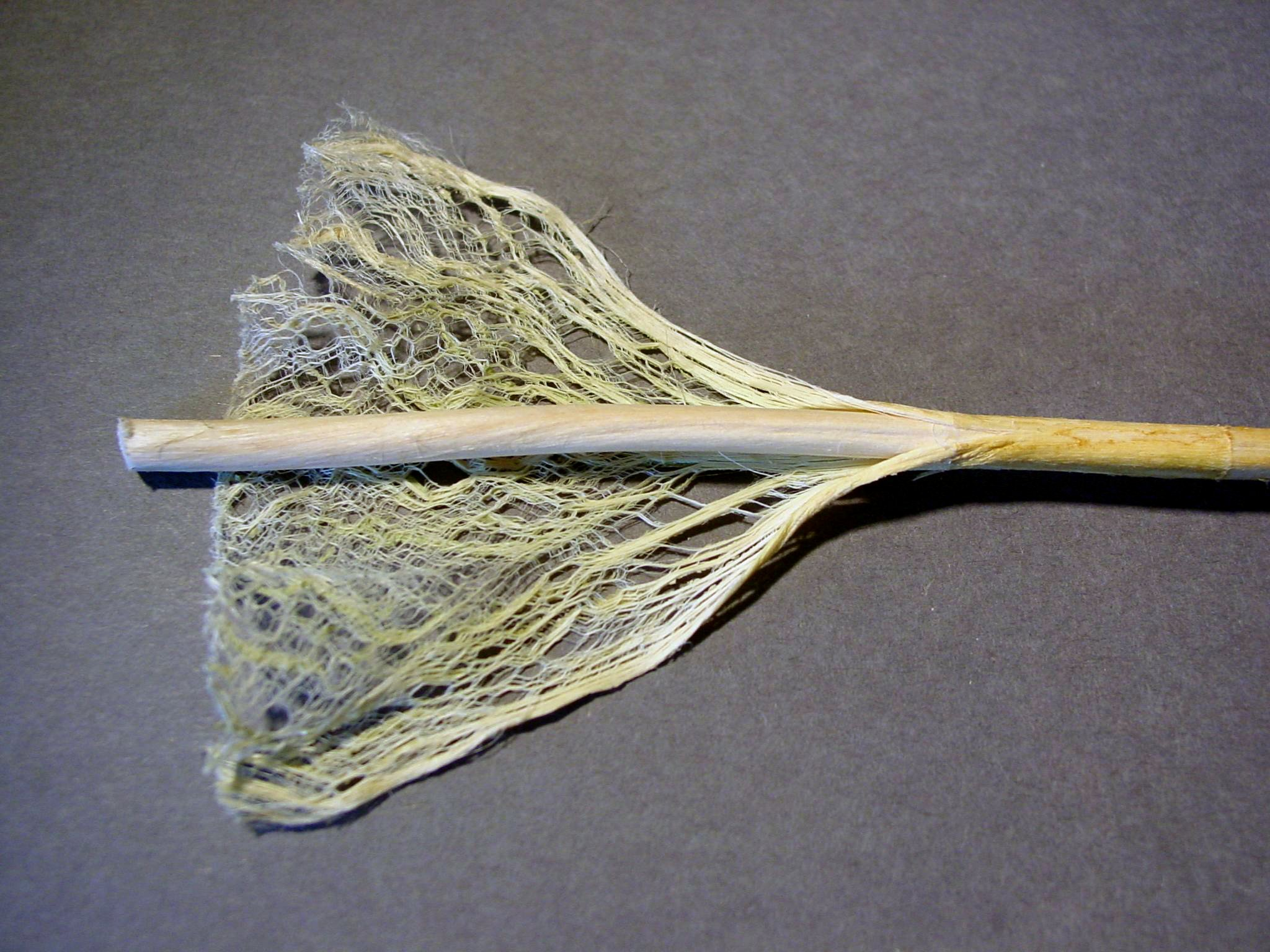
Fibra di canapa; il colore bianco della polpa rende la fibra di canapa la materia prima ideale per produrre carta, perché non necessita di solventi chimici per essere sbiancata

La fibra della canapa è una fibra tessile ottenuta dal floema dei fusti delle piante di Cannabis sativa.
Prima dell'avvento del proibizionismo della cannabis essa era diffusa nel mondo come materia prima per la produzione di carta, essendo una delle piante più produttive in massa vegetale di tutta la zona temperata. Le sue fibre inoltre hanno costituito per migliaia di anni importanti grezzi per la produzione di tessili e corde. Oggi sono coltivabili legalmente per usi tessili varietà selezionate di canapa libere da principi psicoattivi.

## Caratteristiche agronomiche

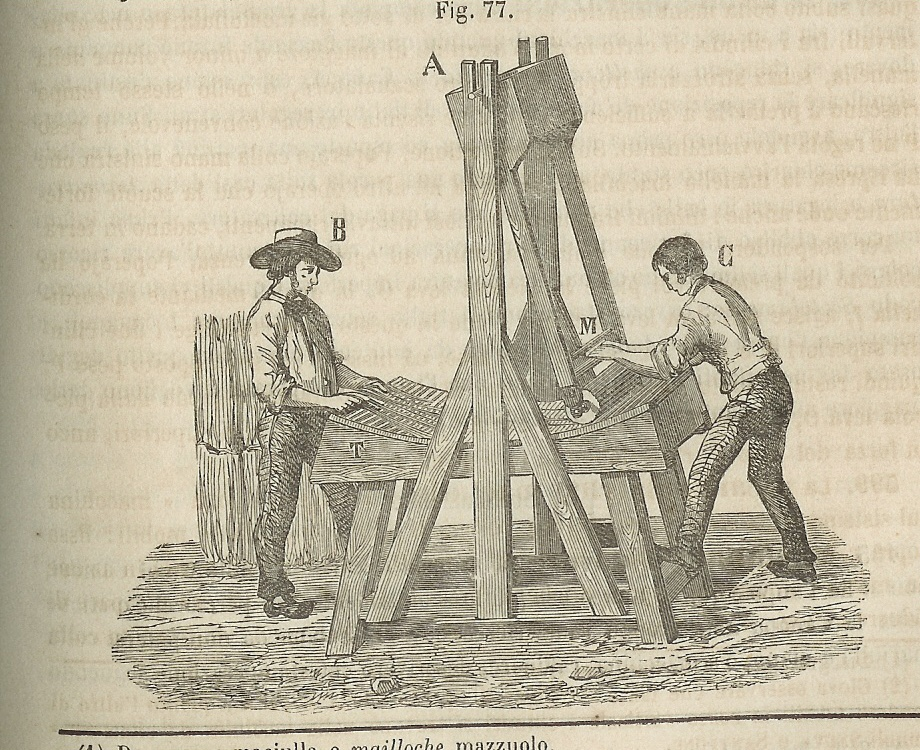
La maciulla impiegata in Boemia per accelerare il lavoro tradizionalmente realizzato con mazze o col grametto, operazione che conclude il ciclo della coltura
– Dalle Istituzioni di Berti Pichat, Biblioteca Fondazione Nuova terra antica

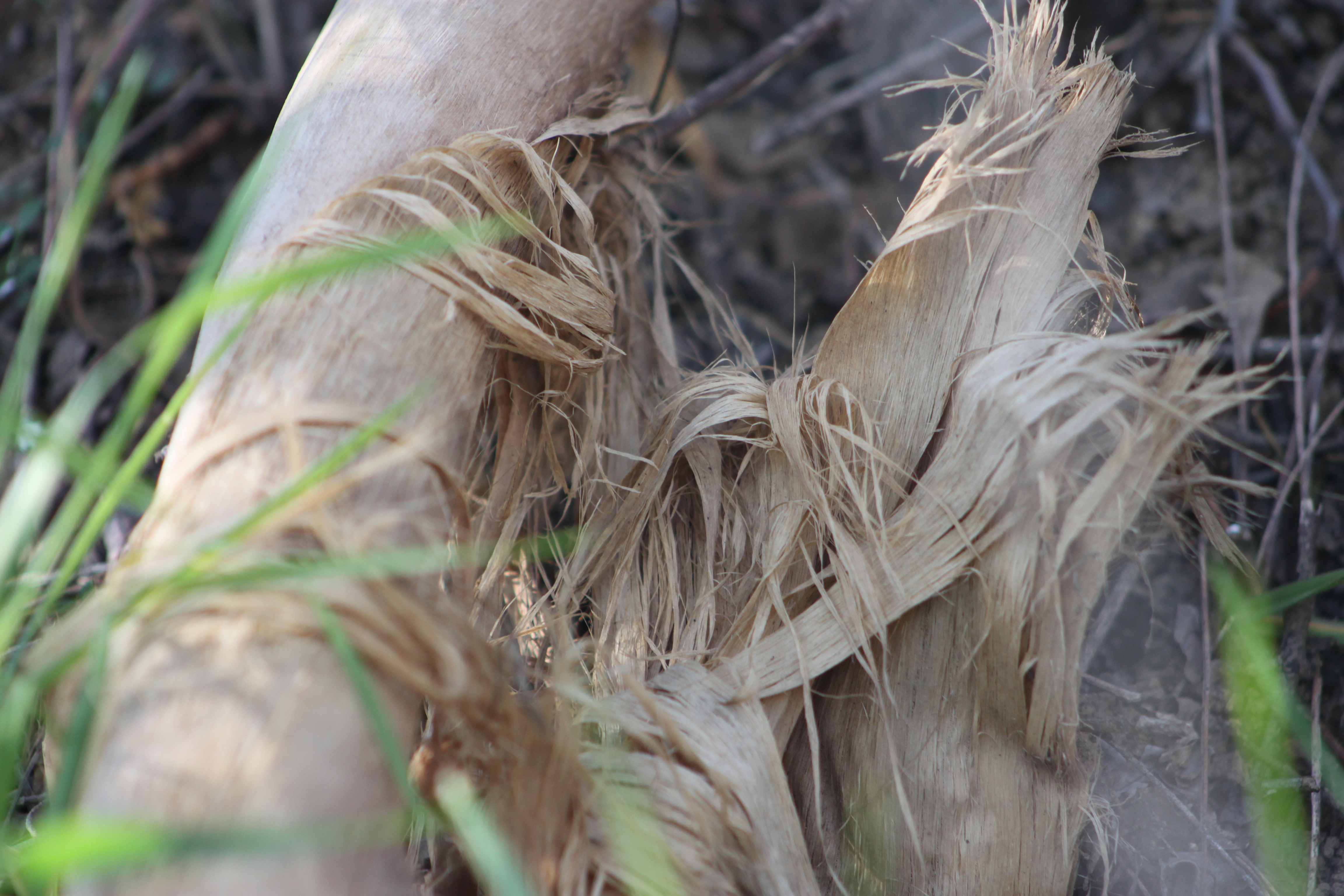
Dettaglio della fibra di canapa dopo la macerazione

La canapa cresce naturalmente in zone dal clima temperato ma può sopportare i climi più diversi. È seminata fittamente per la coltura della canapa cosiddetta "da tiglio", che macerata e sfibrata dà la fibra tessile. La canapa può essere coltivata ripetutamente sullo stesso terreno dal momento che non lo impoverisce, bonificando e ammorbidendo la struttura dei terreni. Può arrivare in alcuni casi fino a 7 metri di altezza e in tre mesi dalla semina è pronta per il raccolto. Una volta estratta la fibra tessile o dopo aver raccolto i semi, rimangono la stoppa e in più la parte legnosa, o canapolo.

## Carta di canapa
Con la stoppa della canapa si può fabbricare una carta di alta qualità, sottile e resistente, che in passato sostituiva la moderna carta prodotta dal legno d'albero sminuzzato e sbiancato con processi chimici. Fabbricare carta dalla canapa comporta un vantaggio anzitutto per la sua enorme produttività di massa vegetale, e in secondo luogo perché la si può ottenere da un'unica coltivazione, insieme alla fibra tessile, ai semi, alle foglie e al legno del fusto. Un altro vantaggio è costituito dalla bassa percentuale di lignina rispetto al legno di albero, che ne contiene circa il 20%, oltre a un'analoga percentuale di sostanze leganti.
Il processo per ottenere le microfibre pulite di cellulosa dal legno di alberi, e quindi la pasta per la carta, prevede l'uso di grandi quantità di acidi, impiegati per macerare il legno. Questa operazione, ad un tempo costosa ed inquinante e che si serve di derivati del petrolio, non è necessaria con la carta di canapa, ottenuta dalla sola fibra; mentre per ciò che riguarda il legno occorre meno della metà di acidi a base di cloro. Inoltre la fibra e il legno della canapa sono già di colore bianco, e la carta che se ne ottiene è dunque già stampabile. Per renderla completamente bianca ad ogni modo è sufficiente un trattamento al perossido di idrogeno (acqua ossigenata), invece dei composti a base di cloro necessari per la carta ricavata dal legno degli alberi, altamente inquinanti. Con le corte fibre cellulosiche del legno si può produrre la carta di uso più comune, come quella di giornale, o il cartone.
Grande pregio della carta di canapa è di non ingiallire con il passare del tempo, come accade invece alla carta da legno. Ciò è dovuto alla sua bassa concentrazione di lignina: nel processo di produzione industriale della carta dal legno di alberi invece il legno spappolato è trattato chimicamente per annullare le proprietà coloranti della lignina, ma con il tempo questo trattamento tende a degradare e la lignina, se esposta alla luce, torna a riflettere le lunghezze d'onda riconoscibili nella fascia del giallo dello spettro visibile.
In sintesi, il vantaggio principale di una produzione di carta da piante di canapa piuttosto che dal legno degli alberi è in primo luogo che la canapa non necessita dell'impiego di acidi sbiancanti, che possono produrre diossina e inquinare i fiumi, e in secondo luogo fornisce in un anno una quantità di cellulosa sedici volte maggiore di quella ricavata dal legno d'albero.

### Carta ricavata dalla fibra della canapa

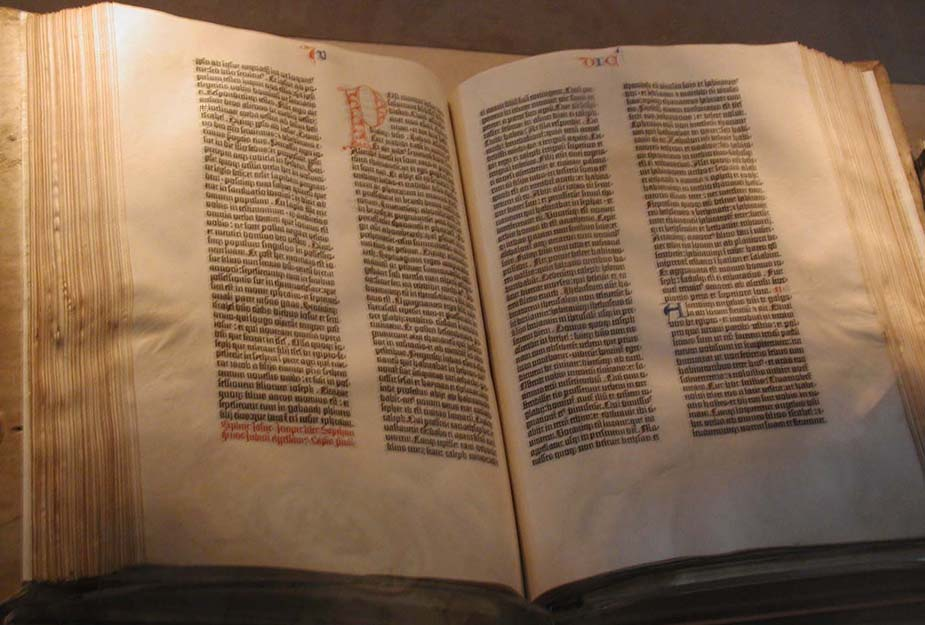
Alcuni esemplari della Bibbia di Gutenberg furono stampati su carta di canapa importata appositamente dall'Italia

Prima dell'industrializzazione le fibre più comuni per la produzione di carta erano quelle riciclate dagli stracci, ovvero da tessuti e cordami già utilizzati: si usavano gli scarti delle vele e del cordame delle navi, venduto dagli armatori come cascame per essere riciclato. Il resto della materia proveniva dagli abiti smessi, dalle lenzuola, dai pannolini, dalle tende e dagli stracci, fatti prevalentemente di canapa e talvolta di lino, venduti agli straccivendoli. Le fibre di questi erano appunto per lo più di canapa, ma anche di lino e cotone.
La carta di canapa era dalle 50 alle 100 volte più resistente del papiro, e assai più facile ed economica da produrre. Fino al 1883, il 75-90% della carta di tutto il mondo era prodotta dalla fibra della pianta di cannabis, compresa quella di libri, Bibbie, mappe, banconote, obbligazioni, titoli azionari, quotidiani, e via di seguito. Alcuni documenti notevoli realizzati in carta di canapa sono la Bibbia di Gutenberg, del 1450 circa, il Pantagruel e l'erba Pantagruelion di Rabelais, del 1532, la Bibbia di Re Giacomo (XVII secolo), la Dichiarazione di indipendenza degli Stati Uniti d'America, i pamphlets di Thomas Paine (XVIII secolo), le opere di Mark Twain, Victor Hugo, Alexandre Dumas, Lewis Carroll (XIX secolo); insomma più o meno tutti libri prodotti dall'invenzione della stampa fino alla fine dell'Ottocento furono stampati su carta di canapa.
La carta di stracci, che contiene fibra di canapa, è ritenuta quella di migliore qualità e la più durevole. In Italia la sua produzione terminò intorno agli anni cinquanta, progressivamente sostituita dalla carta prodotta dalle fibre del legname. Può essere strappata quando è umida ma riacquista la sua completa resistenza una volta asciutta. Se non è sottoposta a condizioni estreme la carta di stracci rimane stabile per secoli. Gli studiosi ritengono che l'antica tecnica o arte cinese della fabbricazione della carta di canapa risalga al I secolo, 800 anni prima che la scoprissero i paesi islamici, e da 1200 a 1400 anni prima che arrivasse in Europa. L'arte cartaria impiegata per la fabbricazione di questa carta resistentissima permise agli Orientali di lasciare in eredità ai posteri la loro conoscenza, così da poter essere accresciuta, investigata, raffinata, confutata e modificata, generazione dopo generazione.

## I tessuti di Canapa
I tessuti di Canapa si distinguono per le loro caratteristiche di traspirabilità, durabilità e sostenibilità. A seconda dei processi e delle stagioni, 1 kg di filato di Canapa può assorbire, in fase di coltivazione dai 16 kg ai 32 kg di CO2. Rispetto ad altri materiali, la Canapa richiede molta meno acqua in fase di coltivazione (l'80% in meno rispetto al cotone), è più produttiva rispetto al lino e la sua struttura contiene molti più lumens rispetto alle altre fibre, cioè una quantità maggiore di canali d'aria, che rendono la Canapa estremamente isolante, vicina per caratteristiche più alla Lana Merino.
La filiera della Canapa Italiana è pressoché scomparsa, i pochi progetti di reintroduzione della Canapa sono falliti.
Negli ultimi anni in Italia sono stati introdotti tessuti innovativi, seppur realizzati con Canapa estera. Questo ha portato alla realizzazione di una Canapa tessuta più soffice e morbida, più facile da indossare, di Canapa elasticizzata e di Canapa invernale combinata con Lana Merino (c.d. Lanapa®).

## Storia della coltura della canapa
La canapa è una delle prime piante a essere coltivate dall'uomo, con le prime tracce nella produzione di tessuti risalenti al 8 000 a.C. Prove della sua coltivazione in Cina per ottenere fibre, semi, olio e medicamenti sono datate a 4500 anni fa, e tracce di canapa risalenti al 1200 a.C. sono stati trovati in Egitto nella tomba del faraone Akhenaton. Nel medioevo e nell'età moderna la canapa era ampiamente in uso in Europa, Russia e Nordamerica: le fibre venivano utilizzate per vestiti, calzature, cordami, tappeti, teloni, gomene, vele, reti e carta. Tuttavia, a partire dalla metà del XVIII secolo l'uso della canapa subì un forte calo a causa del declino della navigazione a vela, della concorrenza di fibre di cotone e iuta e più tardi di sintetiche. Negli anni 1930 la coltivazione della cannabis fu vietata in Nordamerica e Europa a causa degli effetti psicoattivi di alcune sue varietà.
A partire dagli anni 1990 un nuovo interesse verso fibre naturali alternative per ragioni di sostenibilità ambientale portò a una riscoperta della canapa come materiale per tessuti, e paesi come Francia, Paesi Bassi, Regno Unito, Spagna, Germania e Canada autorizzarono nuovamente la coltivazione della canapa a basso contenuto di THC.

### In Italia

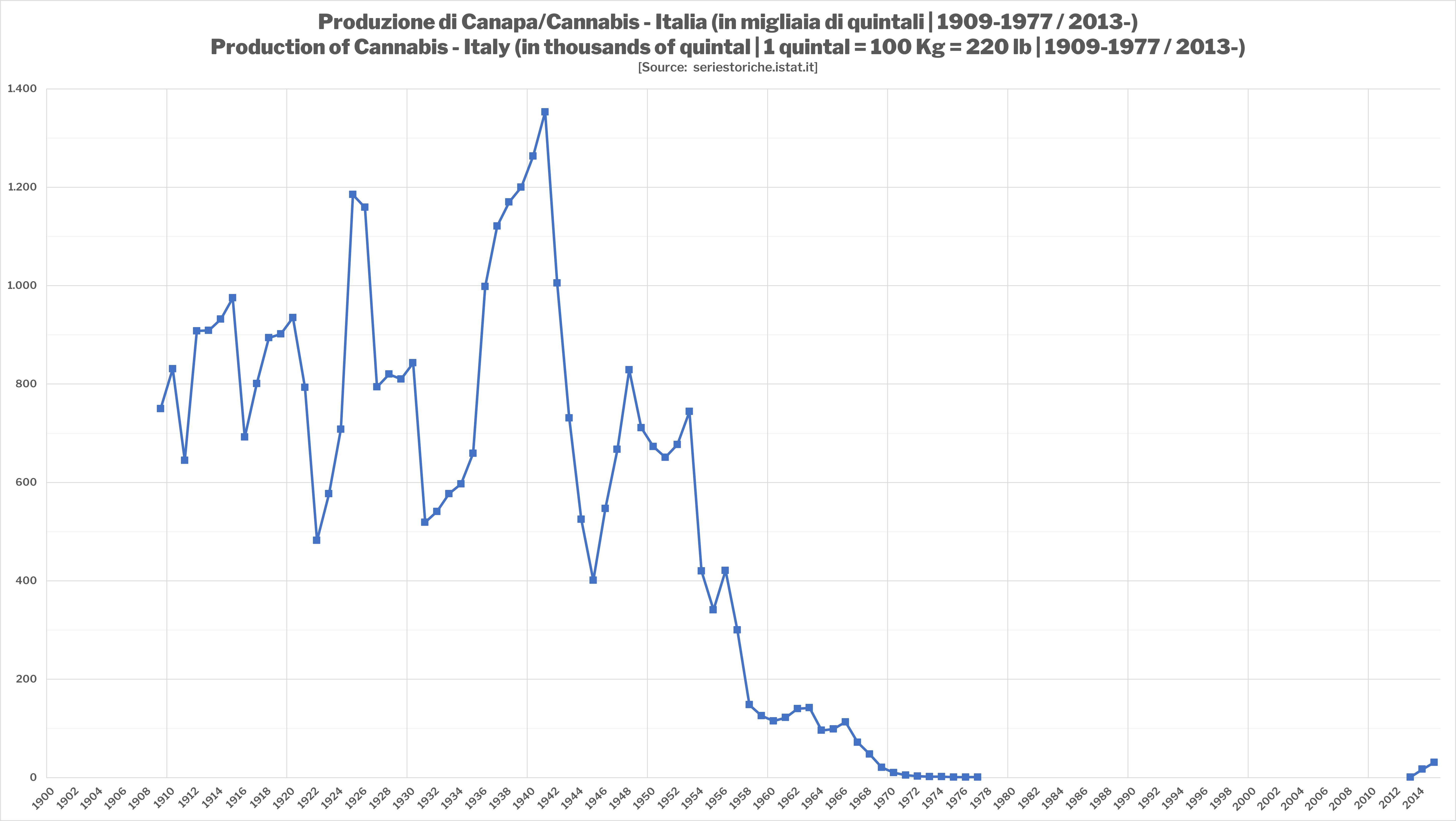
Produzione di canapa in Italia (1909 - 1977, in migliaia di quintali, fonte ISTAT).

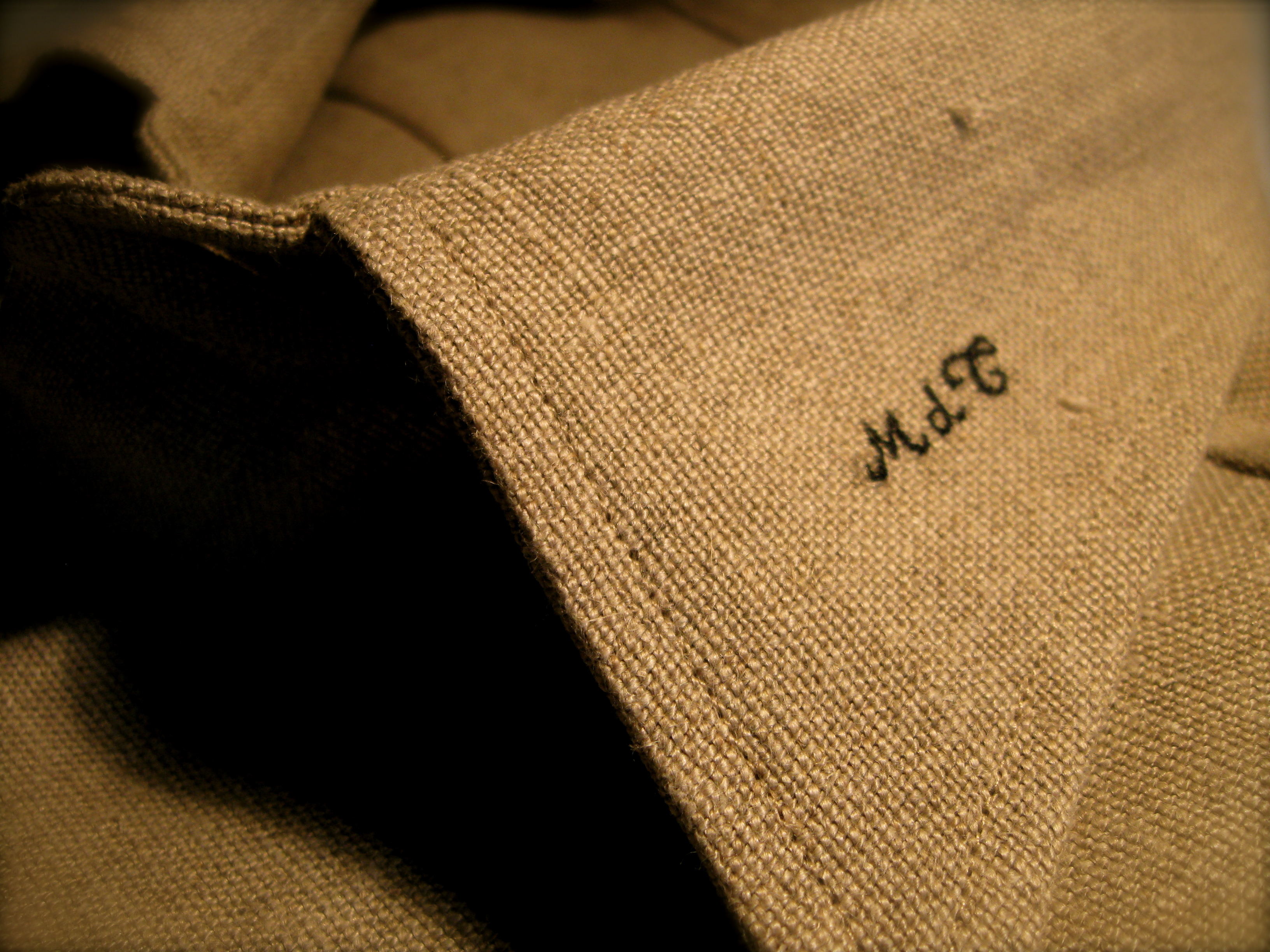
collo di camicia di canapa monografato

La canapa per usi tessili ha un'antica tradizione in Italia, dov'era usata per realizzare corde e tessuti resistenti. Legata all'espandersi delle Repubbliche marinare, che l'utilizzavano grandemente per corde e vele delle proprie flotte di guerra.
La tradizione di utilizzarla per telerie ad uso domestico è molto antica; le tovaglie di canapa in Romagna decorate con stampi di rame nei due classici colori ruggine e verde sono oggetti di artigianato che continuano ad essere prodotti ancora oggi.
Si calcola che nella sola Emilia-Romagna, nel 1910 vi erano 45.000 ettari di terreno coltivati a canapa, soprattutto nel Ferrarese, mentre il dato complessivo di tutta Italia portava la superficie a 80.000 ettari. Altro importante centro di produzione della canapa nel corso dei secoli è stato Carmagnola, in Piemonte. Fino all'affermarsi delle tecnofibre la canapa era indispensabile per la marina, per le vele e soprattutto le gomene. Carmagnola diventò il centro non solo di coltivazione, ma anche delle fasi di lavorazione e commercio per l'esportazione verso la Liguria e il sud della Francia, in particolare Marsiglia.
Durante il ventennio fascista, la produzione di canapa fu fondamentale per la politica autarchica di allora; nel 1940 l'Italia risultava essere il secondo paese per la quantità di canapa prodotta dopo la Russia, e la prima per la qualità.
Il più importante centro di produzione della canapa del Sud Italia è stata la città di Frattamaggiore, che già a partire dal IX secolo coltivava canapa per produrre funi. Il picco di vendite si ebbe però dopo l'Unità d’Italia quando fu liberalizzato il commercio e l’industria di Frattamaggiore esportò i suoi prodotti in varie nazioni europee come Francia, Spagna e Germania, e in America del Sud. Inoltre la leggenda narra che proprio a Frattamaggiore furono fabbricate le cime in canapa per le tre caravelle di Cristoforo Colombo.
Anche l'industria di trasformazione del tiglio di canapa in filato e poi in tessuto ha un'antica origine. Già nel 1876 il Linificio e Canapificio Nazionale era una società quotata in borsa, una delle più antiche e longeve. Oggi il Linificio e Canapificio Nazionale continua a produrre filato di Canapa di qualità, attraverso stabilimenti in Polonia, seppur la fibra sia in prevalenza di origine cinese.
La coltivazione andò in crisi per la concorrenza della juta, negli usi meno nobili soprattutto produzione di sacchi, e successivamente del cotone e delle fibre sintetiche.
Nel 1975 quando fu inasprito il divieto della coltivazione della canapa indiana Cannabis indica e nello stesso tempo messe in atto severe normative per la canapa tessile, il settore fu del tutto abbandonato. Una difficoltà alla coltivazione, con il restringimento della normativa contro gli stupefacenti, è data dalla somiglianza morfologica delle due specie di cannabis, nonostante la profonda diversità di contenuto di THC (tetraidrocannabinolo), il principio con effetti stupefacenti.
Il quadro normativo è cambiato con l'accresciuta sensibilità per le produzioni agricole non alimentari, i migliorati processi produttivi e soprattutto per l'adozione di norme dell'Unione europea; quest'ultima con regolamento CEE n 1164 del 1989 prevedeva l'erogazione di un contributo comunitario pari a lire 1.300.000 per ettaro. In contrasto, però, proprio negli stessi anni veniva emanato in Italia il DPR 9 ottobre 1990 n. 309 recante il "Testo unico delle leggi in materia di disciplina degli stupefacenti" che menzionava il divieto di coltivazione della cannabis indica e nulla diceva a proposito della cannabis sativa; l'interpretazione quindi era stata quella dell'estensione del divieto. I successivi regolamenti CE n. 1672/2000 e 1673/2000 ribadivano le sovvenzioni comunitarie e le autorità italiane si dovettero adeguare alle regole europee. Da qui i primi tentativi di reintroduzione della coltura: 290 ettari nel 2002, 857 ettari nel 2003, 1.000 ettari nel 2004 con presenza in Emilia-Romagna, Piemonte e Toscana.

## Normativa sull'etichettatura tessile
In Italia la materia è regolata dal Decreto Legislativo 22 maggio 1999, n. 194, "Attuazione della direttiva 96/74/CE relativa alle denominazioni del settore tessile".